# Гринендајх
Гринендајх (њем. Grünendeich) општина је у њемачкој савезној држави Доња Саксонија. Једно је од 40 општинских средишта округа Штаде. Према процјени из 2010. у општини је живјело 1.917 становника. Посједује регионалну шифру (AGS) 3359020.

## Географски и демографски подаци
Гринендајх се налази у савезној држави Доња Саксонија у округу Штаде. Општина се налази на надморској висини од 0 – 2 метра. Површина општине износи 3,9 km². У самом мјесту је, према процјени из 2010. године, живјело 1.917 становника. Просјечна густина становништва износи 488 становника/km².